# Đại dịch COVID-19 tại Saba
Đại dịch COVID-19 tại Saba là một phần của đại dịch toàn cầu do virus corona 2019 (COVID-19), được xác nhận là đã tới đảo Saba của Caribe thuộc Hà Lan vào ngày 12 tháng 4 năm 2020. Đảo có dân số 1.905 người. Tính đến ngày 12 tháng 5 năm 2020, tất cả các trường hợp được báo cáo đã hồi phục. Vào ngày 1 tháng 8 năm 2020, 2 trường hợp mắc mới đều là các ca từ ngoài vào lãnh thổ và đều hồi phục vào ngày 9 tháng 9.

## Bối cảnh
Vào ngày 12 tháng 1 năm 2020, Tổ chức Y tế Thế giới (WHO) xác nhận rằng coronavirus mới là nguyên nhân gây ra bệnh đường hô hấp ở một nhóm người ở thành phố Vũ Hán, tỉnh Hồ Bắc, Trung Quốc và đã được báo cáo cho WHO vào ngày 31 tháng 12 năm 2019.
Tỷ lệ ca tử vong đối với COVID-19 thấp hơn nhiều so với đại dịch SARS năm 2003, nhưng tốc độ truyền bệnh cao hơn đáng kể cùng với tổng số người chết cũng đáng kể.
Saba đang ở một vị trí khó khăn do dân số quá nhỏ. Các cơ sở y tế của Saba chỉ có thể chăm sóc cho tám người và các hoạt động phải được thực hiện trên đảo Sint Maarten. Đối với trường hợp khẩn cấp, có một máy bay trực thăng có sẵn từ Sint Eustatius, tuy nhiên thông thường họ sẽ cấp cứu bằng cách dùng thuyền vẫn mất đến một tiếng rưỡi.
Xét nghiệm COVID-19 đang được thực hiện tại Sint Maarten, nhưng do khả năng có hạn, các xét nghiệm cho những người không có triệu chứng sẽ được chuyển tiếp đến Guadeloupe, quá trình này sẽ mất từ 3 đến 5 ngày.

## Dòng thời gian
| COVID-19 tại Saba () Tử vong Hồi phục Đang điều trị Thg 4Thg 5Thg 6Thg 7Thg 8Thg 915 ngày gần nhất15 ngày gần nhất | COVID-19 tại Saba () Tử vong Hồi phục Đang điều trị Thg 4Thg 5Thg 6Thg 7Thg 8Thg 915 ngày gần nhất15 ngày gần nhất | COVID-19 tại Saba () Tử vong Hồi phục Đang điều trị Thg 4Thg 5Thg 6Thg 7Thg 8Thg 915 ngày gần nhất15 ngày gần nhất | COVID-19 tại Saba () Tử vong Hồi phục Đang điều trị Thg 4Thg 5Thg 6Thg 7Thg 8Thg 915 ngày gần nhất15 ngày gần nhất | COVID-19 tại Saba () Tử vong Hồi phục Đang điều trị Thg 4Thg 5Thg 6Thg 7Thg 8Thg 915 ngày gần nhất15 ngày gần nhất |
| --- | --- | --- | --- | --- |
| Ngày | Ngày | | Ca nhiễm | Ca nhiễm |
| 2020-04-12 | 2020-04-12 | | 1(n.a.) | 1(n.a.) |
| 2020-04-13 | 2020-04-13 | | 2(+100%) | 2(+100%) |
| ⋮ | ⋮ | | 2(=) | 2(=) |
| 2020-05-06 | 2020-05-06 | | 2(=) | 2(=) |
| ⋮ | ⋮ | | 2(=) | 2(=) |
| 2020-05-12 | 2020-05-12 | | 2(=) | 2(=) |
| ⋮ | | | | |
| 2020-05-22 | 2020-05-22 | | 3(n.a.) | 3(n.a.) |
| ⋮ | ⋮ | | 3(=) | 3(=) |
| 2020-08-01 | 2020-08-01 | | 5(+67%) | 5(+67%) |
| ⋮ | ⋮ | | 5(=) | 5(=) |
| 2020-08-13 | 2020-08-13 | | 5(=) | 5(=) |
| ⋮ | ⋮ | | 5(=) | 5(=) |
| 2020-09-09 | 2020-09-09 | | 5(=) | 5(=) |
| Nguồn dữ liệu lấy từ Chính phủ Saba Đối với bản cập nhật ngày 22 tháng 5, hãy xem tháng 5 năm 2020.                | | | | |

### Tháng 3 năm 2020
Vào ngày 19 tháng 3, Saba đã thực hiện các biện pháp phòng ngừa bằng cách đóng cửa bến cảng, sân bay và các trường học. Thống đốc Johnson đã thực hiện các biện pháp này vì vị trí dễ bị tổn thương của hòn đảo và việc chăm sóc y tế hạn chế. Trường Đại học Y khoa Saba đã ngừng các hoạt động trong lớp học và chuyển sang giảng dạy trực tuyến. Một số sinh viên trở về nhà nhưng những người khác vẫn ở lại đảo.

### Tháng 4 năm 2020
Vào ngày 7 tháng 4, 3 người đã tự cách ly và 18 xét nghiệm đã được thực hiện đều cho kết quả âm tính.
Vào ngày 12 tháng 4, trường hợp đầu tiên dương tính được xác nhận. Bệnh nhân có các triệu chứng nhẹ. Không rõ nguồn gốc vì bệnh nhân chưa đi du lịch. Một trong những người mà bệnh nhân đã tiếp xúc bị viêm phổi. Thống đốc Jonathan Johnson đã ra lệnh phong tỏa hòn đảo.
Tính đến ngày 13 tháng 4, hai trường hợp đã có kết quả dương tính. 22 người đã được xét nghiệm, trong đó 18 người âm tính. 70 người đã được cách ly.
Vào ngày 17 tháng 4, đã có thông báo rằng lệnh giới nghiêm sẽ có hiệu lực từ 19:00 đến 06:00. 44 người đã được xét nghiệm cho đến thời điểm này và 17 người vẫn đang chờ xử lý.
Vào ngày 22 tháng 4, một bệnh viện dã chiến bán kiên cố đã đến Sint Eustatius, được sử dụng cho bệnh nhân COVID-19 tại Bonaire, Sint Eustatius và Saba. Bệnh viện dã chiến bao gồm sáu giường ICU và dự kiến sẽ đi vào hoạt động vào ngày 15 tháng 5.
Tính đến ngày 23 tháng 4, 73 người đã được xét nghiệm; 41 xét nghiệm vẫn đang chờ xử lý. 63 người đã được cách ly.
Vào ngày 25 tháng 4, để giảm bớt khó khăn kinh tế, biểu giá cố định cho điện và nước sẽ được đặt bằng 0 và giá internet sẽ được đặt ở mức 25 đô la từ ngày 1 tháng 5 đến cuối năm. Hòn đảo cũng sẽ nhận được 150.000€ viện trợ lương thực.

### Tháng 5 năm 2020
Vào ngày 6 tháng 5, một chuyến bay hồi hương từ Hà Lan ở Sint Maarten. Saba không thể đảm bảo các chuyến bay trong tháng này và kêu gọi tất cả những người mắc kẹt từ Hà Lan hoặc châu Âu sử dụng chuyến bay này. Ca phục hồi đầu tiên đã được công bố.
Vào ngày 8 tháng 5, Thống đốc Jonathan Johnson thông báo rằng từ nửa đêm ngày 9 tháng 5 trở đi, biện pháp bắt buộc ở nhà sẽ được dỡ bỏ. Việc giãn cách xã hội và cấm tụ tập sẽ vẫn còn. Nhà thờ và nhà hàng có thể mở cửa trở lại trong khi tuân thủ các biện pháp vệ sinh. Tất cả các dịch vụ và hoạt động kinh doanh sẽ được phép mở cửa trở lại bắt đầu từ thứ Hai ngày 11 tháng 5. The schools will reopen on 18 May.
Vào ngày 12 tháng 5, tất cả các trường hợp phục hồi. Chuông nhà thờ đã vang lên vào buổi trưa để ghi nhận công lao của các y tá và những người có liên quan.
Vào ngày 22 tháng 5, Thống đốc Jonathan Johnson đã báo cáo rằng người tiếp xúc với trường hợp được chẩn đoán đầu tiên từ ngày 12 tháng 4 và người bị viêm phổi trên thực tế đã nhiễm COVID-19. Cô ấy đã xét nghiệm âm tính, nhưng kết quả xét nghiệm máu cho thấy cô ấy đã bị nhiễm bệnh. Số trường hợp do đó đã được tăng lên ba.

### Tháng 8 năm 2020
Vào ngày 1 tháng 8, 2 trường hợp nhập cảnh mắc mới. Những người đã được cách ly khi đến.

### Tháng 9 năm 2020
Tính đến ngày 9 tháng 9, tất cả bệnh nhân đã bình phục và Saba không còn trường hợp nào đang phải điều trị.